# Миноносцы типа S-49
Эскадренные миноносцы типа S-49 — тип эскадренных миноносцев (по официальной классификации германского флота — больших миноносцев), состоявший на вооружении Военно-морского флота Германии в первой четверти XX века, в том числе в период Первой мировой войны. Всего в 1915 году было построено 4 эсминца этого типа.
Все миноносцы были интернированы союзниками и затоплены в Скапа-Флоу.

## Конструкция
Практически повторяли тип S-31.

### Энергетическая установка
На кораблях типа в качестве ГЭУ были установлены 2 турбины Шихау и 1 маршевая турбина общей мощностью 24 000 л. с., 3 военно-морских нефтяных котла. Максимальные запасы топлива на миноносцах типа составляли 252 тонны нефти.

### Вооружение
Миноносцы вооружались 3×1 88-мм/45 орудиями, позднее заменённые тремя 105-мм орудиями. Торпедное вооружение эсминцев состояло из шести (2×1,2×2) 500-мм торпедных аппаратов.